# 상갈동
상갈동(上葛洞)은 경기도 용인시 기흥구에 있는 동이다. 법정동과 행정동이 같다. 법화산에서 발원하는 오산천이 흐르며 문화시설로 백남준아트센터, 경기도박물관, 그리고 경기도어린이박물관이 있다.

## 인구

### 인구 구성

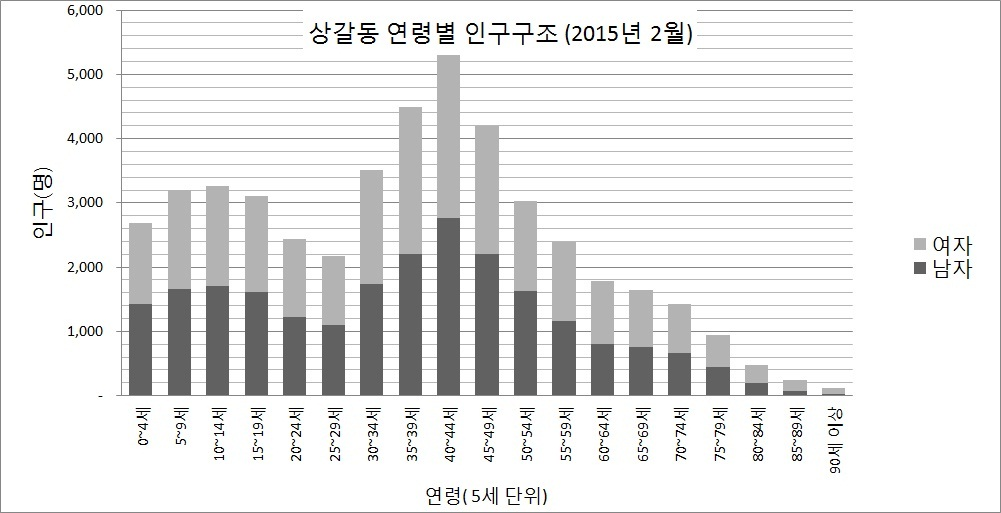
상갈동 연령별 인구구조

상갈동의 인구는 13,560명(2020년 1월 기준)으로 용인시 전체 인구의 1.26%를 차지한다.
상갈동의 인구구조는 도시 지역의 특성이 나타나서 유소년 (15세 미만) 인구 비율은 19.70%로 용인시 전체 18.3%보다 많으며 노년(65세 이상) 인구 비율은 10.40%로 용인시 전체 10.3%보다 많다.

### 산업별 종사자 현황
2015년 현재 상갈동의 산업 총종사자 수는 1,794명이다. 이중 제조업 종사자 수가 2,553명으로 가장 비중이 높다. 그 외에 도소매업 종사자는 1,379명, 숙박 및 음식업 종사자는 960명, 교육서비스업 종사자는 1,103명으로 비중이 높다.

## 연혁
- 1895년 조선 고종 3년 용인현을 용인군으로 개칭
- 1914년 읍내와 동변, 서변, 수진의 3개변을 합하여 읍삼면이라 개칭
- 1931년 읍삼면의 명칭을 구성면으로 명칭변경
- 2000년 9월 1일 구성면에서 구성읍으로 승격
- 1914년 3월 1일 행정구역 개편에 따라 용인군 기곡면에서 분리되어 금화·중갈천을 병합, 기흥면 상갈리로 편입
- 1985년 10월 1일 기흥면이 기흥읍으로 승격
- 1996년 3월 1일 도농복합으로 용인군이 용인시로 승격
- 2005년 10월 31일 기흥구로 승격, 상갈리·보라리·지곡리 병합, 상갈동이 신설되었다.
- 2020년 1월 20일 보라동과 지곡동이 보라동으로 분동

## 이름의 유래
마을 앞에 흐르는 내가 칡넝쿨 같은 형상이라 '갈천(葛川)'이라 하였다고 하며 '갈내'에서 유래되었다고도 한다. 갈천의 위에 있는 마을이라 하여 상갈동이 되었다. 먼저 상갈(上葛)은 갈천 위쪽에 위치하므로 윗갈내(상갈천, 上葛川)라 하였는데 1914년 행정구역 개편 때 금화(金華, 쇠품이) · 중갈천 · 상갈천을 합쳐 상갈리라고 하였다. 금화(金華)는 상갈리에서 가장 큰 마을로 풍수형국상 금반형(金盤形)이기 때문에 불리게 되었다고 한다. 『해동지도』에 상갈천이, 『1872년지방지도』에 상갈천 · 중갈천 · 지곡 등의 관련지명이 보인다. 2005년 기흥구로 승격되면서 상갈리 · 보라리 · 지곡리를 합쳐 상갈동이라 하였다.

## 문화재 및 유적
경기도 용인시 기흥구 상갈동에 있었던 신석기시대의 임시 주거 유적으로 뚜렷한 주거 형태는 남아 있지 않지만 유적에서 출토된 유물은 빗살무늬토기와 토제품 및 마제석부가 있다. 빗살무늬토기의 기종은 발(鉢)이며 바닥이 첨저(尖底)로 전체적인 모습은 포탄형(砲彈形)이다.
그릇의 구경은 20~32cm 로 신석기시대 그릇의 내부 용적 구분상 중형 이하에 속하며, 먹거리의 저장 용기로 쓰인 것으로 추정된다. 그릇 표면의 문양은 구연부터 동체부까지 같은 수법으로 이루어진 동일계 문양이다. 문양이 시문 부위가 구연부터 동체 하단까지만 나타나는 것으로 보아 유적의 편년은 신석기 중기 이후로 잡는다.

## 아파트
| 단지명                    | 건설사                | 시행사                | 주소                   | 입주        | 비고                                        |
| ------------------------- | --------------------- | --------------------- | ---------------------- | ----------- | ------------------------------------------- |
| 금화마을 1단지 대우현대   | 현대산업개발 대우건설 | 현대산업개발 대우건설 | 기흥구 금화로82번길 14 | 2001년 6월  |                                             |
| 금화마을 2단지 주공그린빌 | 동일토건㈜            | 대한주택공사          |                        | 2001년 9월  |                                             |
| 금화마을 6단지 주공그린빌 | 동일토건㈜            | 대한주택공사          | 기흥구 금화로11번길 9  | 2001년 9월  |                                             |
| 금화마을 3단지 주공그린빌 | 대원실업㈜ 삼능건설㈜ | 대한주택공사          | 기흥구 금화로11번길 10 | 2001년 10월 |                                             |
| 상갈 메트로파크           | ㈜삼호                | 대한주택공사          | 기흥구 금화로58번길 10 | 2001년 10월 | '금화마을 4단지 주공그린빌'에서 단지명 변경 |
| 금화마을 5단지 주공그린빌 | 금호산업              | 대한주택공사          | 기흥구 금화로82번길 17 | 2001년 10월 |                                             |

## 교통

### 광역 철도
● 분당선 - 상갈역